# Anna Maria Carew

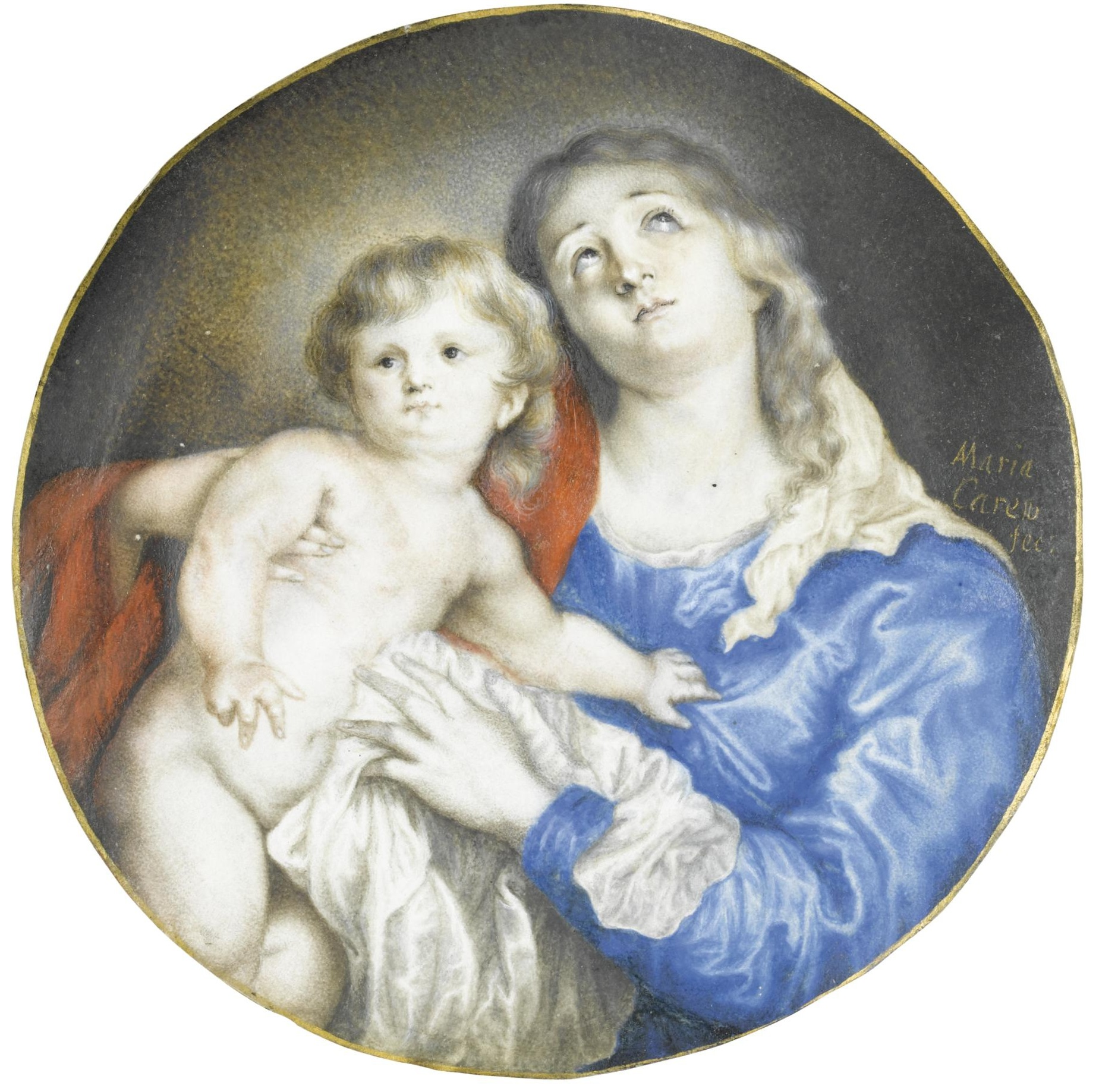
Vierge à l'Enfant

Anna Maria Carew, active dans les années 1660, est une miniaturiste anglaise.

## Biographie
Il est consigné qu'elle a reçu une rente de 100 livres de Charles II d'Angleterre après la Restauration en 1662, qui a été portée à 200 livres 10 jours plus tard. Bien qu'elle ait été payée pour des copies miniatures de portraits, aucune œuvre connue ne subsiste dans la Collection Royale. Ses œuvres adoptent le style populaire du peintre de la cour Samuel Cooper. Elle était probablement liée à l'artiste Richard Carew.